# Torsten Zuberbier
Torsten Zuberbier (nacido el 28 de febrero de 1962 en Hamburgo) es un dermatólogo y algergólogo alemán.

## Biografía
Después de terminar su educación escolar con el bachillerato en 1981, Torsten Zuberbier estudió medicina humana de 1983 a 1990 en la Universidad Libre de Berlín. De 1990 a 1994 hizo la formación de médico especialista en el departamento de dermatología en el Virchow clínico en Berlín, se tornió de médico adjunto en 1995 y escribió su habilitación en 1996 sobre la diferenciación y la actitud de la función de los mastocitos humanos. El mismo año fue designado director del sector de la alergología en el clínico de dermatología, venereología y alergología de la Charité en Berlín y en el septiembre de 2001 se pudo profesor extraordinario. En 2003 recibió un llamado de cátedra fundacional (C4) para la investigación de las consecuencias de las alergias y el mismo año también ponerse el director del Centro Europeo de la Fundación para la Investigación de la Alergia (ECARF) en el clínico de dermatología, venereología y alergología en Berlín. Desde octubre de 2004 ha gobernado el Centro para Alergias de la Charité en Berlín-Mitte. Antes fue seleccionado de gerente del clínico en enero de 2012 fue el codirector. Además fue designado doctor honoris causa de la Universidad de Atenas en este mes.
Los acentos de su trabajo científico son urticaria, neurodermatitis, [alergia al polen|alergias del tracto respiratorio]] y de los alimentos y la rinitis alérgica. Eres coeditor de la revista de la Sociedad dermatológica de Alemania y miembro del consejo científico del Allergo Journal.
Zuberbier está casado y tiene dos hijos.

## Publicaciones (selección)
- Zuberbier T et al. EAACI/GA²LEN/EDF/WAO guideline: definition, classification and diagnosis of urticarial. Allergy, 2009. 64(10). 1417–1426.
- Zuberbier T et al EAACI/GA²LEN/EDF/WAO guideline: management of urticarial. Allergy , 2009. 64(10). 1427–1443.
- Bousquet J, Mantzouranis E, Cruz A, Aı¨t-Khaled N,Baena-Cagnani C, Bleecker E, Brightling C, Burney P, Bush C, Busse W,Casale T, Chan-Yeung M, Chen R,Chowdhury B, Chung KF, Dahl R, Drazen J, Fabbri LM, Holgate S, Kauffmann F, Haahtela T,Khaltaev N, Kiley JP, Masjedi MR, Mohammad Y, O’Byrne P, Partridge M, Rabe KF, Togias A, van Weel C, Wenzel S, Zhong N, Zuberbier T. Uniform definition of asthma severity, control, and exacerbations: Document presented for the World Health Organization Consultation on Severe Asthma. JACI, 2010, 126(5). 926-938.
- Zuberbier T et al. How to design and evaluate randomized controlled trials in immunotherapy for allergic rhinitis: an ARIA-GA(2) LEN statement. Allergy 2011. Allergy. 2011 Jun;66(6):765-74.
- Novak N, Thaci D, Hoffmann M, Fölster-Holst R, Biedermann T, Homey B, Schaekel K, Stefan JA, Werfel T, Bieber T, Sager A, Zuberbier T. Subcutaneous immunotherapy with a depigmented polymerized birch pollen extract – a new therapeutic option for patients with atopic dermatitis. Int Arch Allergy Immunol. 2011;155(3):252-6.
- Zuberbier T. Pharmacologic rationale for the treatment of chronic urticaria with second generation non-sedating antihistamines at higher-than-standard doses. JEADV. 2011.

## Afiliaciones
- Global Allergy and Asthma European Network (GA²LEN) – Network of Excellence (secretario general)
- Deutsche Gesellschaft für Allergologie und Klinische Immunologie (DGAKI)(junta directiva)
- Wissenschaftlicher Beirats des Allergieportals, Bundesministerium für Ernährung, Landwirtschaft und Verbraucherschutz (BMELV)
- European Academy of Allergology and Clinical Immunology (EAACI), sector dermatología
- Allergic Rhinitis and its Impact on Asthma (ARIA) (junta directiva)
- Communication Council, Special Committee: Allergy Diagnosis, der World Allergy Organisation (WAO)